# Flucht ins Dunkel
Flucht ins Dunkel ist ein 1939 gedrehter deutscher Spielfilm von Arthur Maria Rabenalt. Erzählt wird die Geschichte zweier Freunde zur Zeit des Ersten Weltkriegs und danach. Die Hauptrollen sind mit Ernst von Klipstein, als Chemiker Dr. Paul Gildemeister, und Joachim Gottschalk, als dessen Laborant Engelbrecht, besetzt. Hertha Feiler spielt Barbara Wrede, die zwischen beiden Männern steht. Der Film basiert auf Karl Unselts Roman Gespenst im späten Licht. 
Es handelt sich heute um einen Vorbehaltsfilm der Friedrich-Wilhelm-Murnau-Stiftung. Er gehört damit zum Bestand der Stiftung, ist nicht für den Vertrieb freigegeben, und darf nur mit Zustimmung und unter Bedingungen der Stiftung gezeigt werden.

## Handlung
Der Chemiker Dr. Gildemeister und sein Laborant Engelbrecht dienen im Ersten Weltkrieg und treffen sich an der französischen Front nahe der Stadt Senlis. Beide verbindet eine langjährige Freundschaft. Im Zivilleben arbeiteten sie für ein Chemie-Unternehmen in Berlin. Die Firma Laroche in Senlis gab Gildemeister vor Ausbruch des Krieges die Möglichkeit, seine Erfindung, eine besondere Aluminiumlegierung mit der Zerreißfestigkeit von Stahl, zu vollenden. Seine Aufzeichnungen musste er seinerzeit dort zurücklassen. Um sie nun zu holen, setzt er sich von der Truppe ab. Engelbrecht versucht ihn zurückzuhalten, als eine Granate neben den Männern einschlägt und ihn verletzt. Von Gildemeister fehlt jede Spur. Da man ihn für einen Deserteur hält, wird er in Abwesenheit wegen Fahnenflucht verurteilt. 
Engelbrecht wiederum gerät während des Feldzugs in Russland in Gefangenschaft und wird als vermisst gemeldet. Nach Kriegsende kehrt er an seinen Arbeitsplatz zurück und muss erleben, dass das Chemiewerk von Dr. Wrede billig ans Ausland verkauft werden soll. Er ringt sich dazu durch, Gildemeisters Unterschrift zu fälschen, um so an die Papiere des Freundes zu gelangen und legt der Bank eine entsprechende Vollmacht vor. Er kauft das Werk und ist so in der Lage, Gildemeisters begonnene Arbeit fortzusetzen. Barbara Wrede, die Schwester seines ehemaligen Chefs, die ihm dankbar ist, dass er den Mann, den sie noch immer liebt, nicht für einen Deserteur hält, glaubt ihm, dass er die Unterschrift des Freundes nicht aus eigennützigen Motiven gefälscht hat. Sie unterstützt ihn im Werk. Engelbrecht ändert Gildemeisters Formel entscheidend ab, was zur eigentlichen Erfindung führt.  
Gildemeister, der es seinerzeit nach Senlis geschafft hatte, dort jedoch gestellt, festgenommen und anschließend interniert wurde, gelingt die Flucht aus der Gefangenschaft. Heimgekehrt, bezichtigt er zunächst Engelbrecht des Betruges, muss jedoch erkennen, dass dieser die Firma auf den Namen Gildemeister erworben hat und das Vermögen nur beliehen ist. Zusammen führen die Männer das Unternehmen weiter. Barbara, die von beiden Männern geliebt wird, entscheidet sich für Gildemeister.

## Produktionsnotizen
Die Dreharbeiten für Flucht ins Dunkel fanden vom 10. März bis in den April 1939 hinein auf dem Freigelände Neubabelsberg statt. Als Produktionsfirma fungierte die Terra Filmkunst GmbH, Berlin (Herstellungsgruppe Otto Lehmann). Otto Lehmann oblag auch die Herstellungsleitung. Die Bauten stammen von Willi A. Herrmann und Friedrich Scheibe, die Kostüme von Bert Hoppmann. Die militärische Beratung lag bei Erich von Gomlicki, die wissenschaftliche Beratung bei Friedrich Müller-Skjold.
Die Erstaufführung des Films fand am 17. Oktober 1939 in Tauentzien-Palast in Berlin statt.

## Kritik
Der Film propagiert die Dolchstoßlegende von den „heldenhaften und siegreichen“ deutschen Soldaten des Ersten Weltkrieges, die von der Politik „verraten“ wurden. Als im Film ein Soldat den Inhalt des „Diktats von Versailles“ aus der Zeitung verliest (Abtretung sämtlicher Kolonien und Besetzung der linksrheinischen Gebiete usw.), beklagt sich ein deutscher Oberst: „Wir siegen und gehen zurück!“ 
Hierzu schrieb der Film-Kurier 1939: „[…] Bis einer von dem Wachtposten eine Zeitung erhält und vorliest, wie dieser Frieden aussieht. Heute ist wieder Krieg – und wir wissen, was wir zu erwarten haben, wenn abermals der Frieden von der Gegenseite diktiert wird.“
Nach dem Ende des Zweiten Weltkrieges wurden alle Kopien des Films vom Oberkommando der alliierten Siegermächte beschlagnahmt und die Aufführung unter Verbot gestellt. Heute beansprucht die Friedrich-Wilhelm-Murnau-Stiftung die Auswertungsrechte. Der Film wurde wegen seines dem Gedanken der Völkerverständigung widersprechenden Inhalts als Vorbehaltsfilm eingestuft. Seine öffentliche Aufführung ist seitdem nur eingeschränkt möglich.